# Rue Joseph-Granier
La rue Joseph-Granier est une voie du 7e arrondissement de Paris, en France.

## Situation et accès
La rue Joseph-Granier est une voie publique située dans le 7e arrondissement de Paris. Elle débute au 3, rue Louis-Codet et se termine au 8, avenue de Tourville.
Selon l'ouvrage de la Mairie de Paris, Nomenclature officielle des voies publiques et privées, la rue Joseph-Granier mesure 88 mètres de longueur et 12 mètres de largeur.

## Origine du nom

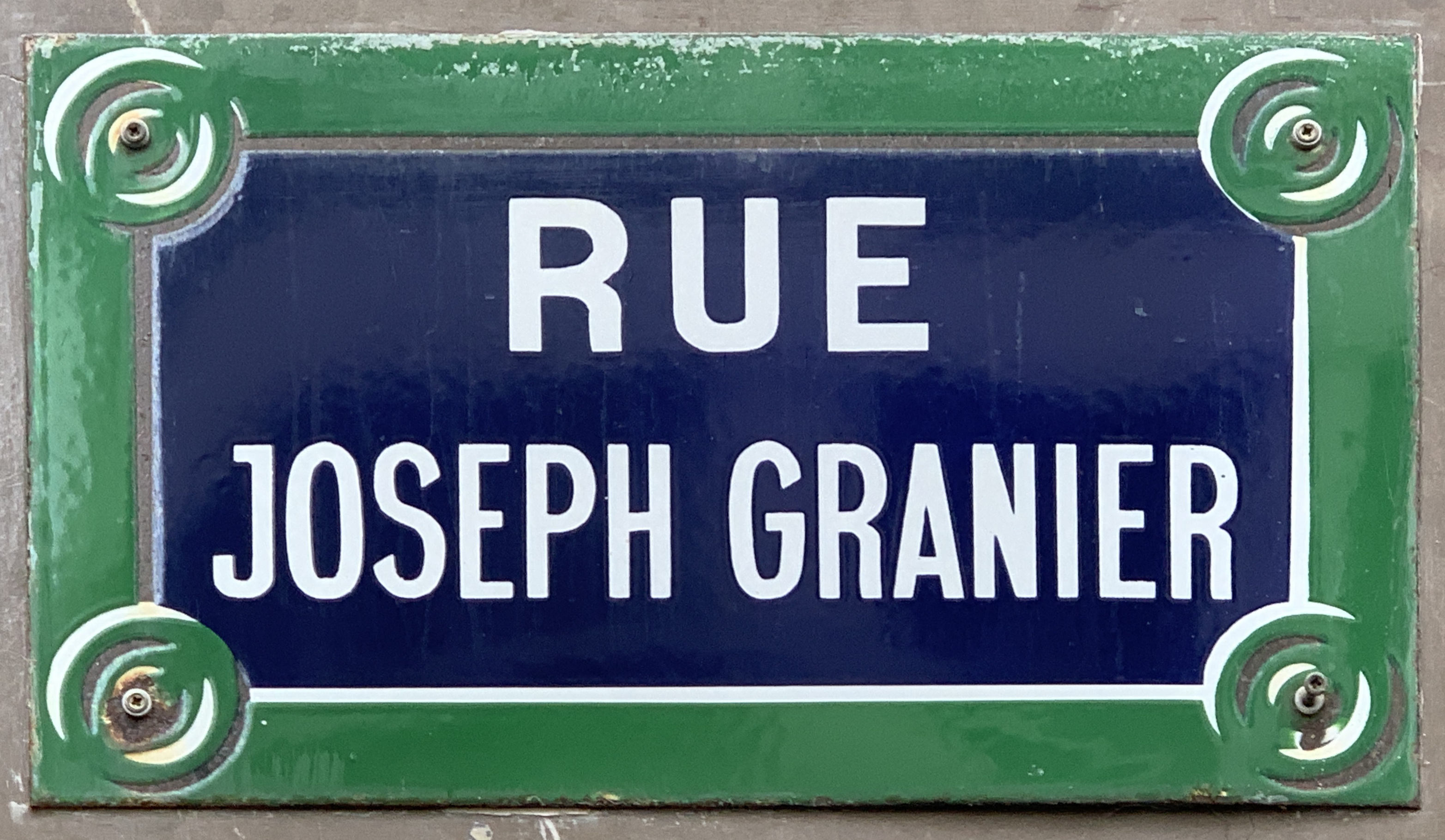
Plaque de la rue.

La rue Joseph-Granier a été ainsi nommée par le propriétaire de la voie, du nom de Joseph Pierre Jean Granier (1892-1944) qui était président de la Fédération nationale des mutilés.

## Historique
Cette artère a été percée en 1931, sur des terrains appartenant à la France Mutualiste, sous le nom de « rue René-Lobjeois », puis prolongée sur une longueur de 56 mètres à partir de l'avenue de Tourville par un arrêté du 26 janvier 1932. 
Elle est nommée ensuite « rue Georges-Delavenne », en l'honneur de Georges Delavenne, président du Conseil général de la Seine qui affirmait, dans un recueil intitulé Vers un Paris nouveau, que « les villes gagnent sur les campagnes à une vitesse telle qu'il faut à tout prix chercher à les défendre contre le danger qu'elles sont à elles-mêmes ».
Elle prend en 1945 sa dénomination actuelle et est classée dans la voirie parisienne par un arrêté du 3 juin 1962.